# 2,3,5-三甲基-1,4-苯二酚
2,3,5-三甲基-1,4-苯二酚是一种有机化合物，化学式为C9H12O2。

## 合成
3-戊酮和巴豆醛或甲基乙烯基酮的缩合反应得到三甲基环己酮，经脱氢反应得到2,3,6-三甲基苯酚，再经催化氧化得到三甲基苯醌，由催化氢化得到产物。另一种制法是利用了间甲酚和甲在气相的催化烷基化反应。